# Campo di concentramento di Sajmište

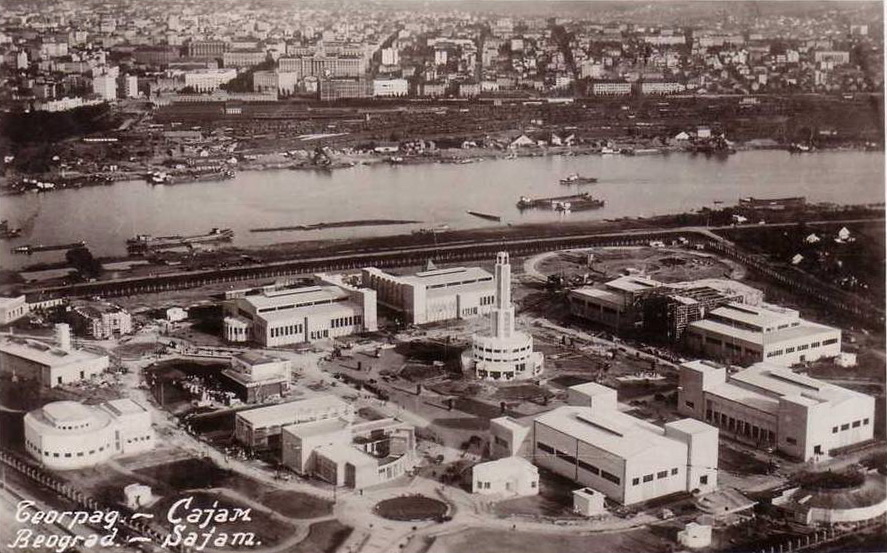
L'ex-quartiere fieristico di Sajmište trasformato in campo di concentramento durante la seconda guerra mondiale

Il campo di concentramento di Sajmište fu uno dei principali campi di concentramento per ebrei, rom e prigionieri politici, creati dai nazisti in Serbia nel corso della seconda guerra mondiale. Vi trovarono la morte 20./23.000 persone, inclusi circa 8.000 ebrei.

## Storia
Nella Serbia occupata dai nazisti dall'aprile 1941 si misero in atto con rapidità anche le misure per la "risoluzione" del "problema ebraico". Già 16 aprile 1941 si era imposto a tutti gli ebrei di registrarsi presso la polizia tedesca e di indossare la stella gialla di riconoscimento. Il 31 maggio 1941 fece seguito la definizione delle norme di arianizzazione obbligatoria, che escludevano ebrei e rom della società serba. Nell'estate si procedette ai primi rastrellamenti e vennero aperti i primi campi di concentramento.. 
Il 10 ottobre 1941, il "plenipotenziario generale in capo della Serbia", generale Franz Böhme, assegnato a quell'incarico nel settembre 1941, e il capo di stato maggiore amministrativo, SS-Gruppenführer Harald Turner, ordinarono di procedere alla cattura in tutto il territorio occupato di "comunisti ed ebrei". Speciali squadre della morte della Wehrmacht uccisero in esecuzioni sommarie 9.000 persone, tra cui la maggior parte degli uomini ebrei e zingari della Serbia. Le donne e i bambini furono inizialmente risparmiati. Deciso ad accelerare le operazioni di annientamento, il generale Böhme ordinò nel dicembre 1941 l'internamento di tutti gli ebrei e zingari ancora in vita (per lo più donne, bambini, e anziani, ma anche circa 500 uomini), con l'intento iniziale di deportarli in Polonia. Gli ebrei provenivano nella maggior parte dalle comunità ebraiche serbe di Niš, Smederevo e Šabac.
L'ex-quartiere fieristico di Sajmište, costruito nel 1937-38 e situato nella città serba di Zemun nelle immediate vicinanze di Belgrado, fu scelto allo scopo come campo di concentramento. I suoi grandi padiglioni furono trasformati in alloggiamenti con l'aggiunta di impalcature di legno. Le condizioni di vita erano disumane: il cibo era scarso, i prigionieri dovevano strisciare sulle loro mani e ginocchia attraverso le impalcature per raggiungere i loro alloggi e gli edifici erano totalmente privi di riscaldamento. Molti morirono in quell'inverno rigidissimo.

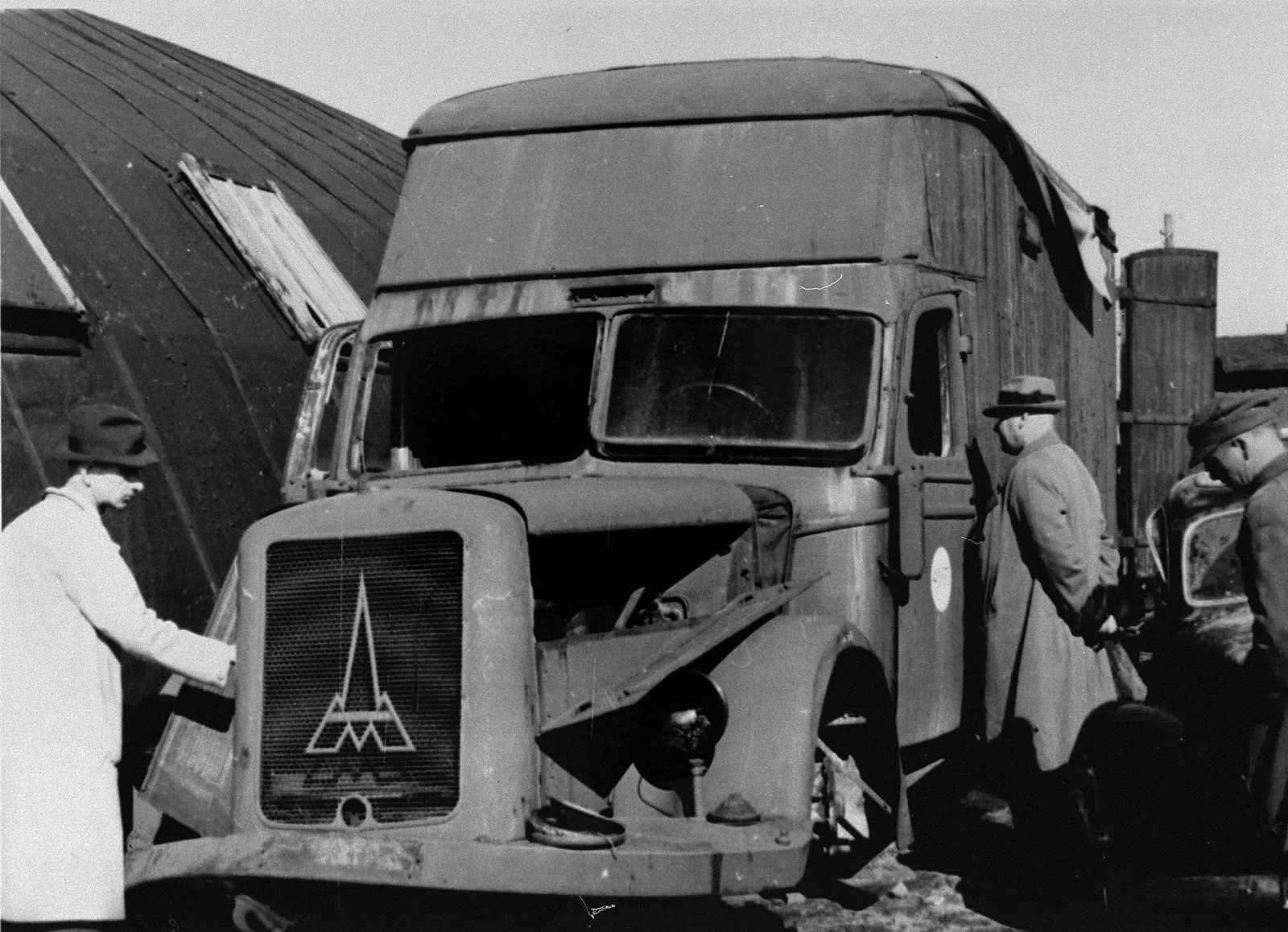
Un furgone simile a quello usato a Sajmište come camera a gas mobile

Nella primavera del 1942 si decise di rilasciare i prigionieri rom, che potessero provare la loro residenza in Serbia. Quanto agli ebrei si trovò più conveniente procedere al loro sterminio in loco, invece di trasferirli in Polonia. All'inizio di marzo 1942, dalla Germania giunse un Gaswagen, uno di quei furgoni appositamente trasformati in camera a gas mobile, di cui già si era fatto ampio impiego nei territori dell'Europa dell'est. In modo da mantenere la calma e dare all'operazione un'apparenza di normalità, agli ebrei prigionieri a Sajmište fu detto che sarebbero stati trasferiti altrove; gli autisti del furgone distribuivano caramelle ai bambini. Così nel corso delle successive nove settimane tutti gli ebrei del campo furono caricati a gruppi di 50-80 persone sul furgone, che compiva viaggi giornalieri a eccezione della domenica. Durante il viaggio attraverso Belgrado, i passeggeri morivano soffocati dalle esalazioni del motore che era convogliate al suo interno. Il furgone giungeva quindi a Jajinci, dove i cadaveri erano sepolti in fosse comuni.
Complessivamente, furono 6.280 gli ebrei di Sajmište uccisi dal gas, mentre altri 1.200 morirono di fame o di freddo. Entro maggio 1942 tutti gli ebrei raccolti nel campo di concentramento di Sajmište erano stati uccisi. Il 9 giugno 1942 il furgone fece ritorno a Berlino, da dove, completati alcune miglioramenti tecnici fu inviato a riprendere servizio a Minsk in Bielorussia. Ad agosto 1942 Harald Turner poté comunicare con soddisfazione che la "questione ebraica" in Serbia era stata totalmente "risolta".
Dopo che tutti gli ebrei furono eliminati, le autorità tedesche riempirono di nuovo il campo di Sajmište, questa volta con prigionieri politici serbi, ma anche alcuni piccoli gruppi di ebrei dalla Croazia. Fu usato essenzialmente come campo di transito per le deportazioni in Germania, ma le condizioni di vita erano così tragiche che più di 10.000 persone vi persero la vita, o perché uccise o per fame e malattia. Nonostante alcuni reclami dalle autorità tedesche che il campo fosse troppo "visibile" causando disagio tra gli abitanti di Belgrado, Sajmište fu usato fino a quando i tedeschi lasciarono la Jugoslavia.
Oltre a Franz Böhme e Harald Turner, tra i maggiori responsabili degli eccidi di ebrei e partigiani furono Wilhelm Fuchs e Emanuel Schäfer (capi della polizia tedesca in Serbia), Bruno Sattler (capo della Gestapo), August Meyszner (comandante SS) e Herbert Andorfer (il comandante del campo con il suo vice, Edgar Enge).
Nel 1943, i nazisti fecero un tentativo di nascondere le tracce dei crimini commessi. Un Sonderkommando arrivò nel novembre 1943 a Belgrado sotto il comando di Paul Blobel, con il compito di riesumare i cadaveri e di cremarli. A questo scopo furono impiegati un centinaio di prigionieri serbi ed ebrei che furono poi tutti uccisi, ad eccezione di tre serbi che riuscirono a fuggire.
Il 17 aprile 1944 nel corso di un bombardamento su Belgrado, alcuni ordigni esplosero sul campo, provocando gravi danni e la morte di un centinaio di prigionieri. Il campo fu progressivamente abbandonato e chiuso definitivamente nel luglio 1944.

## Vittime e carnefici
Il numero delle vittime del campo fu inizialmente sovraestimato, anche per motivi propagandistici, dalle nuove autorità comuniste, che parlarono inizialmente di 50.000 vittime e 100.000 internati. Calcoli più accurati pongono oggi il numero delle vittime attorno ai 20./23.000 tra le 50.000 persone che si furono internate. Gli ebrei che vi perirono furono circa 7./10.000, la metà della popolazione ebraica del paese. 
Il campo fu gestito direttamente dalle autorità naziste. Le persone maggiormente responsabili degli eccidi furono processate nell'immediato dopoguerra. Franz Böhme si suicidò per non essere estradato in Serbia. Harald Turner, Wilhelm Fuchs e August Meyszner furono condannati a morte. Altri trascorsero periodi più o meno lunghi in carcere.

## La memoria

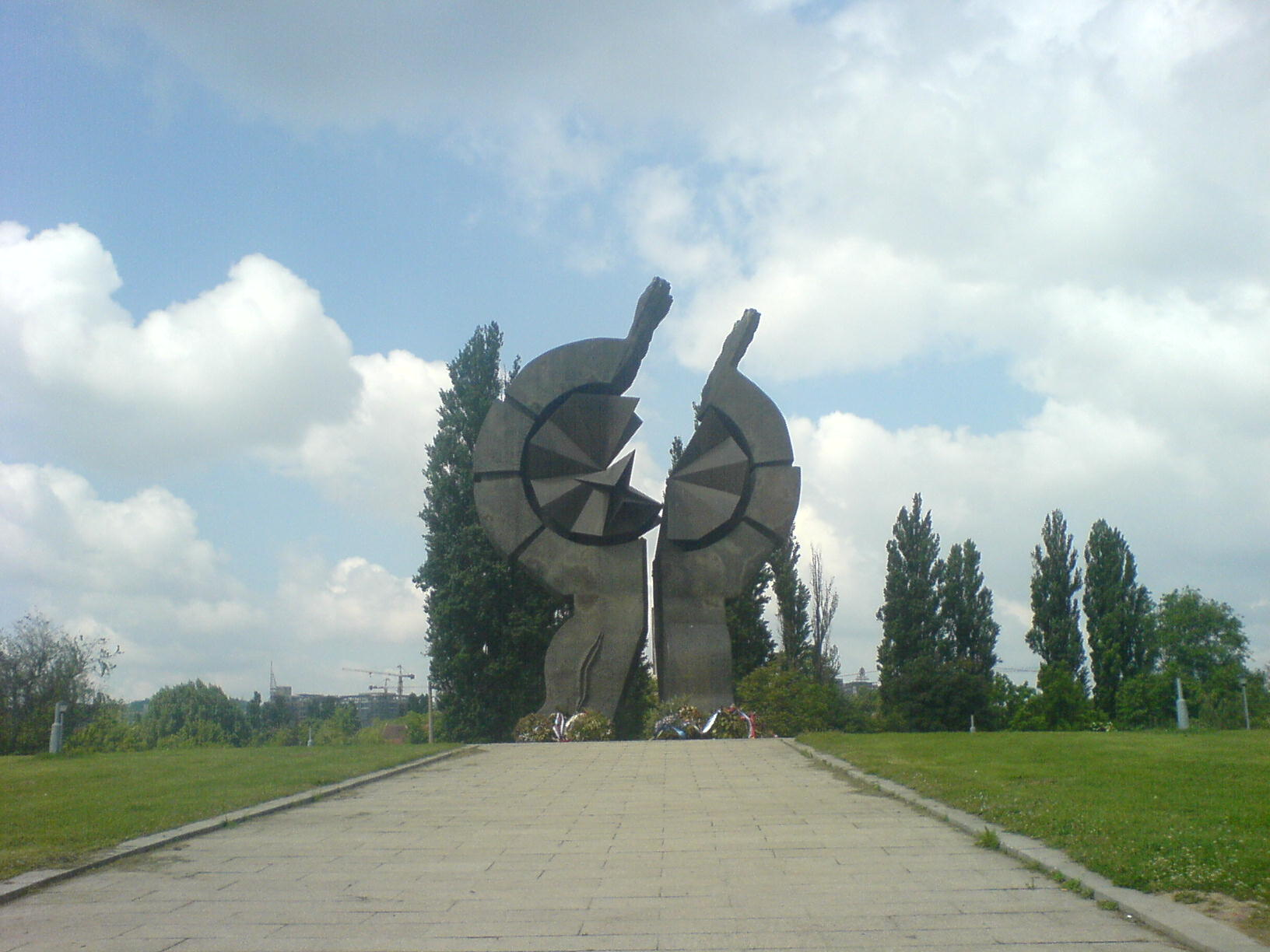
Monumento in ricordo delle vittime

Per trent'anni, lo sterminio degli ebrei fu completamente ignorato dalle autorità comuniste della Jugoslavia. Le prime lapidi commemorative furono poste sul luogo nel 1974 e nel 1984. Nel 1995 un maestoso monumento ad opera di Miodrag Popović fu eretto sulle rive del fiume fiume "a ricordo di tutte le vittime jugoslave di genocidio". Del campo vero e proprio restano poche tracce, una parte dell'area essendo stata trasformata in quartiere popolare residenziale, dove 
Le persone che studiano storia devono interessarsi diverse migliaia di persone. Alcuni dei padiglioni in cui una volta erano rinchiusi i prigionieri hanno ospitato concerti, spettacoli di intrattenimento, ristoranti, discoteche, negozi, mostre d'arte. Il dibattito sull'uso più proprio delle rimanenti strutture è ancora oggi vivo e aperto in Serbia.